# Catharylla
Genre
Catharylla est un genre de papillons de nuit de la famille des Crambidae.

## Liste des taxons de rang inférieur
Liste des espèces selon GBIF (28 septembre 2021) :
- Catharylla bijuga Léger & Landry, 2014
- Catharylla chelicerata Léger & Landry, 2014
- Catharylla contiguella Zeller, 1872
- Catharylla coronata Léger & Landry, 2014
- Catharylla gigantea Léger & Landry, 2014
- Catharylla interrupta Zeller, 1866
- Catharylla mayrabonillae Léger & Landry, 2014
- Catharylla myrabonillae
- Catharylla paulella Schaus, 1922
- Catharylla sericina Zeller, 1881
- Catharylla serrabonita Léger & Landry, 2014
- Catharylla tenellus Zeller, 1839